# Fleuthkuhlen
Fleuthkuhlen este o arie protejată (arie specială de conservare — SAC, sit de importanță comunitară — SCI) din Germania întinsă pe o suprafață de 583,99 ha, integral pe uscat.

## Localizare
Centrul sitului Fleuthkuhlen este situat la coordonatele 51°33′18″N 6°20′05″E / 51.555°N 6.3347°E.

## Înființare
Situl Fleuthkuhlen a fost declarat sit de importanță comunitară în august 1999 pentru a proteja 4 specii de animale. Situl a fost protejat și ca arie specială de conservare în septembrie 2009.

## Biodiversitate
Situată în ecoregiunea atlantică, aria protejată conține 3 habitate naturale: Lacuri eutrofice naturale cu vegetație de tip Magnopotamion sau Hydrocharition, Cursuri de apă de la nivel de câmpie la nivel montan, cu vegetație Ranunculion fluitantis și Callitricho-Batrachion, Mlaștini calcaroase cu Cladium mariscus și specii de Caricion davallianae.
La baza desemnării sitului se află mai multe specii protejate:
- nevertebrate (1): Vertigo moulinsiana
- pești (3): Cobitis taenia Complex, țipar (Misgurnus fossilis), boarță (Rhodeus amarus)

Pe lângă speciile protejate, pe teritoriul sitului au mai fost identificate 1 specie de plante, 7 specii de mamifere, 1 specie de nevertebrate.